# Paula Ossa
Paula Andrea Ossa Veloza (Bogotá, Colombia, 25 de marzo de 1992), es una deportista colombiana que compite en ciclismo adaptado en las modalidades de pista y ruta. Es Selección Colombia de Paracycling y Subcampeona de Parapanamericanos Ruta Perú 2019, Mundial de Ruta Paracycling Italia 2018 y Mundial de Pista Paracycling Brasil 2018

## Biografía
Administradora de empresas de la Universidad cooperativa de Colombia. Inició su carrera deportiva a la edad de 9 años, primero en el patinaje, posteriormente se pasó al ciclismo convencional en donde se desempeñó en la modalidad de pista en la rama de Velocidad y en la actualidad pertenece a la Selección Colombia de Paracycling en la modalidad de ruta y pista. 
Debido a un siniestro vial que sufrió el 29 de abril de 2014 abandonó la actividad deportiva por 8 meses. Regresó al ciclismo convencional de pista en el 2015, logrando una medalla de bronce en los Juegos Nacionales 2015. Nuevamente abandonó la actividad deportiva durante 1 año ya que su rendimiento después del siniestro no fue el mismo, inició en el paracycling en el año 2017.
Es medallista nacional desde el año 2010 y entre sus más grandes logros se encuentra: Campeona Nacional de la velocidad pura juvenil Bogotá 2010. Campeona del Grand Prix de velocidad en Trinidad y Tobago 2011. Oro en velocidad olímpica, Plata en velocidad pura y Plata en 500 metros en los XIX Juegos Deportivos Nacionales 2012. En paracycling, Plata en el Mundial de Pista en Río (Brasil 2018) y en el Mundial de Ruta en Maniago (Italia 2018).

## Palmarés Paraciclismo
2019
- Campeonato Mundial de ruta  (Emmen-Holanda)
  - 8.ª Contra Reloj Individual 20 km
  - 6.ª Ruta 68km
- Juegos ParaPanamericanos (Lima-Perú)
  -  Ruta 68km
  - 4.ª 500 m Pista
  - 4.ª 3000 m Persecución individual Pista
- Campeonato Nacional Pista (Cali)
  -  Persecución individual 3000 m
  -  500 m

2018
- Campeonato Mundial de ruta (Maniago-Italia)
  -  Ruta 68 km
  - 7.ª Contra Reloj Individual 13,6 km
- Copa Mundo de ruta Emmen (Holanda)
  - 5.ª Contra Reloj Individual 16 km
  - 4.ª Ruta 63 km
- Campeonato Mundial de Pista (Brasil- Río)
  -  Scratch 10 km
  - 6.ª 500 m
  - 7.ª Persecución individual 3000 m
  - 10.ª Velocidad por equipos
- Campeonato Nacional Pista (Cali)
  -   Persecución individual 3000 m
  -  500 m

2017
- Copa Nacional de ruta (Tocancipa)
  -  CTR
- Campeonato Mundial de ruta (Sudáfrica)
  - 5.ª Ruta 70km
  - 6.ª CTR 30km
- Campeonato Nacional Pista y Ruta (Bogotá)
  -  Persecución individual 3000 m
  -  500 m
  -  Ruta 55 km
  -  CTR 22 km
- Copa Mundo Italia (Maniago)
  -  Ruta 70km

## Palmarés ciclismo en pista
2015
- XX Juegos Nacionales (Cali)
  -  Velocidad por equipos

2012
- XIX Juegos Nacionales (Cali)
  -  Velocidad por equipos
  -  500 m
  -  Velocidad individual

2011
- Campeonato Nacional de Pista y Ruta (Bogotá)
  -  Velocidad por equipos
  - 4.ª 500 m
  - 4.ª Velocidad individual